# Whina Cooper
Dame Whina Cooper (9 décembre 1895 - 26 mars 1994), née Hohewhina Te Wake, est une militante pour les droits des Maori.
Fille de Heremia Te Wake de l'iwi Te Rarawa (en), elle est née à Te Karaka, Hokianga, dans le nord de la Nouvelle-Zélande. Jeune, elle s'intéresse au rôle joué par son père, ainsi qu'à l'histoire et à la généalogie. Elle travaille en tant qu'institutrice pendant un certain temps, mais une dispute sur les terres maori l'encourage à devenir plus politiquement active. Elle devient rapidement un membre important de la communauté maori du nord de Hokianga. Elle impressionne l'homme politique Apirana Ngata, qui l'invite à un hui national en 1932. Elle l'aide alors à promouvoir des programmes de développement des terres maori à Hokianga.
Moins populaire après être tombée enceinte hors mariage, elle reprend son travail en tant que leader de sa communauté dès la fin des années 1940, quoi qu’avec moins de soutien qu'avant.
En 1949, après le décès de son second mari, Cooper déménage à Auckland. Ce déménagement coïncide avec un changement politique, du niveau local au niveau national. En septembre 1951 elle est élue première présidente de la Māori Women's Welfare League (en). Le succès de l'association dépend largement des efforts de Cooper. Elle devient alors assez connue partout dans le pays. En 1957 elle démissionne de ce poste ; à la conférence annuelle de l'organisation on lui octroie le titre de Te Whaea o te Motu (« Mère de la nation »).
Dans les années 1960 Cooper travaille au niveau local à Auckland, sa santé l'empêchant de travailler au niveau national. Cela changera toutefois en 1975, quand une coalition de groupes maori lui demande de diriger une protestation contre la perte des terres maori. Elle accepte et propose un hikoi - une marche symbolique du nord de l'île du Nord de la Nouvelle-Zélande jusqu'au parlement à Wellington. De septembre à octobre 1975 elle participe à nouveau à une marche de Te Hapua à Wellington.
Elle est nommée Dame de l'Ordre de l'Empire britannique en 1981 et membre de l'Ordre de la Nouvelle-Zélande en 1991.
Cooper retourne à Panguru à Hokianga en 1983 et y décède à l'âge de 98 ans en 1994.
En 1983 l'historien néo-zélandais Michael King publie sa biographie, Whina: A Biography of Whina Cooper.